# Anna Witthovedes

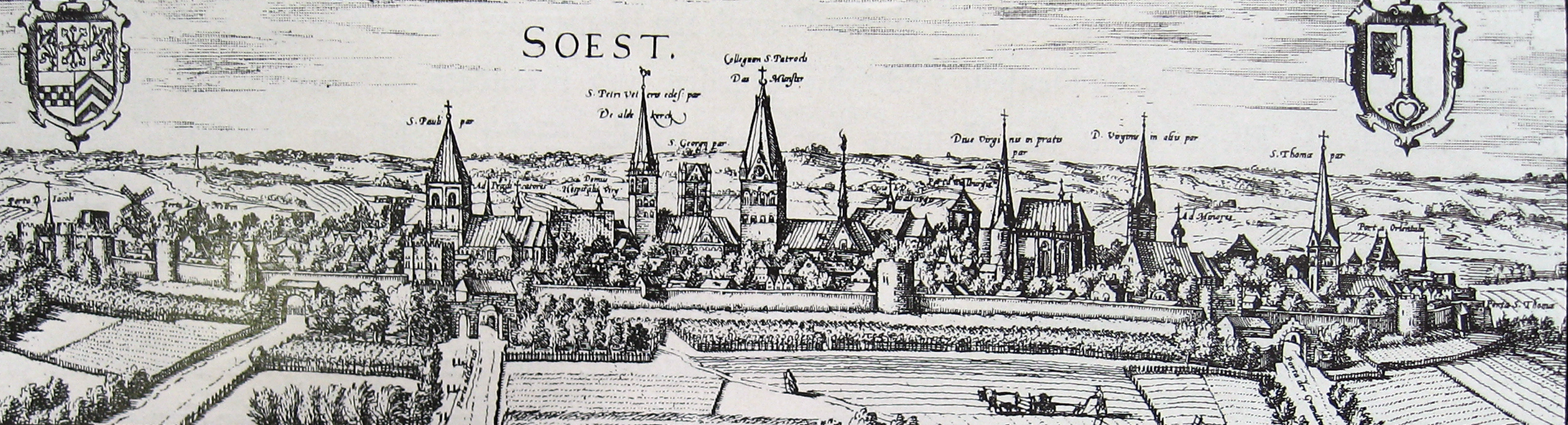
Soest (Stich von Matthäus Merian)

Anna Witthovedes (* in Eineckerholsen; † 10. Juli 1585 in Soest) war ein Opfer der Hexenverfolgungen des Rates der Stadt Soest. Ihre Schwester war Walburg Welle, ihre Söhne Lips Witthovedes, Lambert Witthovedes, Johann Witthovedes. Ihr erster Ehemann war vermutlich der 1570/71 verstorbene Wilm Jacob Witthoffes zu Holthusen, ihr zweiter Ehemann wohl Johan Boeckelmann (auch genannt Johan Witthovedes, Witthovet) aus Eineckerholsen, der nach dessen Tod in die Hofstätte Witthöfft des verstorbenen Jacob Withovet einheiratete.

## Hexenprozesse in Soest
In den Hexenprozessen in Soest wurden in den Jahren 1570 bis 1614 mindestens 67 Menschen wegen angeblicher Hexerei hingerichtet. Mit diesem Hexenprozess begann durch „Besagungen“ unter der Folter der folgenreichste Soester Kettenprozess der Jahre 1585–1586, dessen Opfer weitgehend männlich waren.

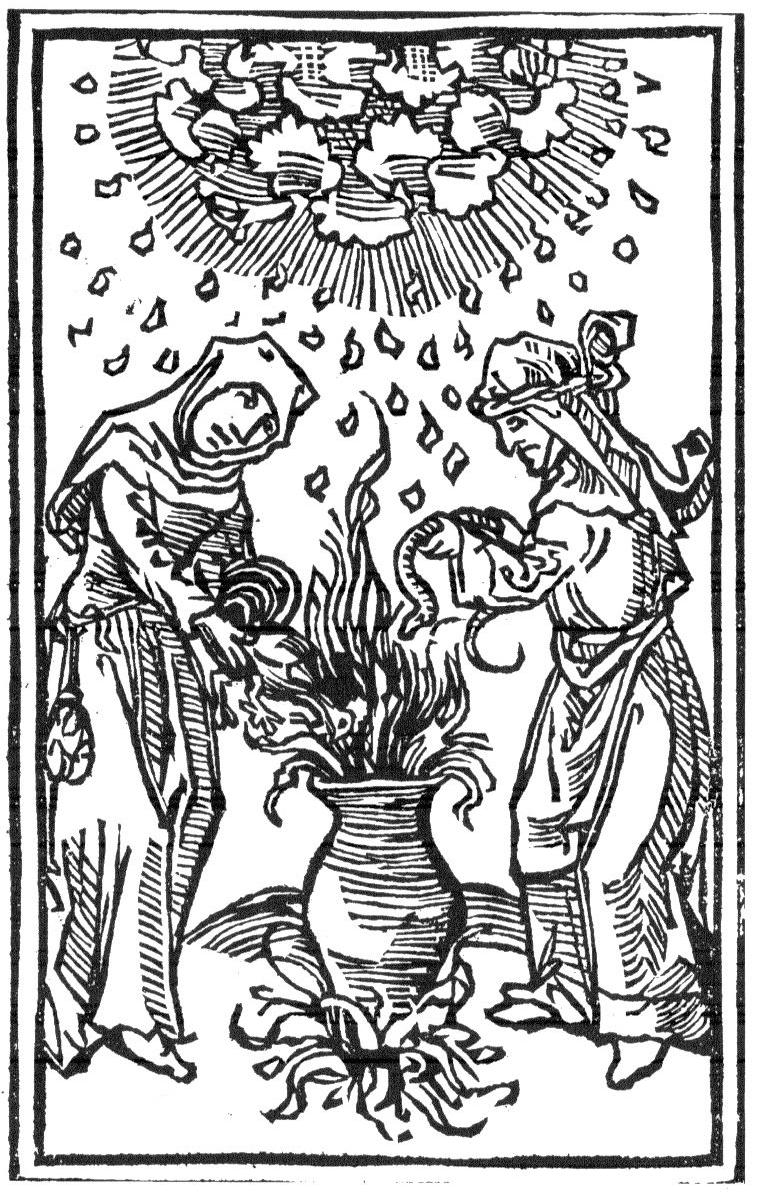
Hexen zaubern Unwetter, Holzschnitt, Ulrich Molitor, Köln 1489

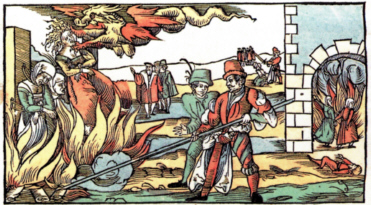
Hexenverbrennung in Derneburg, Flugblatt 16. Jh

## Tragisches Schicksal mit Ehemann
Ein besonders tragisches Schicksal erlitt Frau Anna Witthovedes aus Eineckerholsen (heute Ortsteil von Welver) im Jahr 1585. Anna Witthovedes wurde von ihrem zweiten Ehemann Johann Witthovedes permanent geschlagen. Auch die Kinder wurden von dem Stiefvater brutal misshandelt. Als der extrem gewalttätige Mann einen Forkenstiel auf der jüngsten Tochter zerschlug, starb das Kleinkind.
Anna Witthovedes und ihre Söhne Lips und Lambert reichten eine Klage gegen den Ehemann bzw. Stiefvater ein. (StA Soest A 3088, S. 362) Als die Stiefsöhne den Stiefvater im Haus des Nachbarn Flerckmann zur Rede stellten, kam es zum Streit und Prügelei.
Einflussreiche Freunde des Stiefvaters, der wohlhabende Bauer Hermann Hohoff aus dem Nachbardorf Einecke und der Schulte (Ortsrichter) von Eineckerholsen, Bruder des Stiefvaters (wohl Hinrich Boeckelmann aus Eineckerholsen), begannen Anna Witthovedes in der Öffentlichkeit zu verleumden und sie als Hexe zu bezeichnen. Sie füge anderen Familien Schaden zu, sie verzaubere Pferde mit einem teuflischen Kraut und bewirke als „melckentoversche“, dass die Kühe der Nachbarn keine Milch mehr gäben. Der Schulte kannte die Prozeduren der Hexenprozesse genau. Er beriet den Stiefvater mit dem Ziel, die Frau und die Stiefsöhne aus dem Weg zu räumen und auf den Scheiterhaufen zu bringen. Sie streuten Gerüchte aus und denunzierten sie, dass sie sich mit dem Teufel eingelassen hätten.

## Anklage, Folter, Geständnis
Durch seine einflussreichen Freunde gelang es, den Rat der Stadt Soest zu überzeugen, dass Anna Witthovedes der Hexerei verdächtigt wurde. Sie sei durch Hexerei selber schuld an dem Tod ihrer kleinen Tochter. Als der Verdacht auf Teufelspakt und Schadenzauber durch eine „Hexe“ erst einmal da war, verschlossen die Richter die Augen vor den wahren Todesursachen des erschlagenen kleinen Mädchens. Der Rat zeigte hohen Verfolgungswillen und ließ Anna Witthovedes und ihre Söhne verhaften. Unter der Folter wurden nun die Tatsachen verdreht und das von den Richtern gewünschte Bekenntnis zurechtgefoltert. Als Ursache für die Auseinandersetzungen mit dem Schulte und dem Stiefvater ließen die Richter nur noch Einfluss teuflischer Mächte zu. Auf der Folterbank zwangen die Henkersknechte die drei angeklagten Witthovedes zu gestehen, sie hätten u. a. das Kleinkind durch Schadenzauber mit einem teuflischen schwarzen Kraut getötet mit dem Zweck, es weiteren Peinigungen durch den Vater zu entziehen. Die Geständnisse unter der Folter beinhalteten vollständig das gelehrte Hexenmuster: Teufelspakt, Teufelsbuhlschaft, Teilnahme am Hexensabbat und Schadenzauber.

## Urteil
Am 9. Juli 1585 verurteilte der Rat der Stadt Soest den Sohn Lips Witthovedes zum Tod durch Verbrennen an der Soester Steinkuhle.
Einen Tag später wurde Anna Witthovedes auf dem Scheiterhaufen verbrannt, am 15. Juli 1585 schließlich der andere Sohn Lambert Witthovedes. Auch Annas Schwester Walburg Welle aus Soest wurde am 26. Juli 1585 hingerichtet. Der brutale Stiefvater wurde nicht bestraft, sondern war jetzt der Inhaber der Hofstätte.

## Rehabilitation
Der Rat der Stadt Soest hat am 27. Februar 2013 eine Rehabilitation der Opfer der Hexenverfolgung ausgesprochen.